# Mekdes Bekele
Mekdes Bekele Tadese (amharisch መቅደስ በቀለ ታደሰ, * 20. Januar 1987 in Addis Abeba) ist eine ehemalige äthiopische Leichtathletin, die sich auf den Hindernislauf spezialisiert hat. Ihren größten Erfolg feierte sie mit dem Gewinn der Silbermedaille über 3000 m Hindernis bei den Afrikaspielen 2007 in Algier.

## Sportliche Laufbahn
Erste internationale Erfahrungen sammelte Mekdes Bekele im Jahr 2006, als sie bei den Juniorenweltmeisterschaften in Peking in 9:48,67 min die Bronzemedaille über 3000 m Hindernis gewann. Im Jahr darauf gewann sie bei den Afrikaspielen in Algier in 9:49,65 min die Silbermedaille hinter der Kenianerin Ruth Bisibori Nyangau, ehe sie bei den Weltmeisterschaften in Osaka mit 9:50,12 min in der Vorrunde ausschied. 2008 gewann sie bei den Afrikameisterschaften in Addis Abeba in 9:59,52 min die Silbermedaille hinter ihrer Landsfrau Zemzem Ahmed, ehe sie im Sommer bei den Olympischen Sommerspielen in Peking mit 9:41,43 min den Finaleinzug verpasste. Im Jahr darauf wurde sie beim IAAF World Athletics Final in Thessaloniki in 9:55,33 min Zehnte 2010 gelangte sie bei den Afrikameisterschaften in Nairobi mit 9:50,77 min auf den fünften Platz. 2012 wurde sie bei den Afrikameisterschaften in Porto-Novo in 9:53,97 min Vierte und 2017 beendete sie ihre aktive sportliche Karriere im Alter von 30 Jahren.
2006 wurde Bekele äthiopische Meisterin im 3000-Meter-Hindernislauf.

## Persönliche Bestzeiten
- 3000 Meter: 8:44,25 min, 13. Februar 2011 in Karlsruhe
- 3000 m Hindernis: 9:20,23 min, 13. Juni 2008 in Huelva